# Pry, To
«Pry, To» es la séptima canción del álbum Vitalogy del grupo de rock Pearl Jam. Esta canción contiene un mensaje oculto que puede ser escuchado cuando se toca la canción al revés. Al hacerlo puede escucharse la voz del cantante Eddie Vedder diciendo "Oh, Pete Townshend, how you saved my life!", o bien algunas variaciones de la frase.

## Significado de la letra
Cuando se toca de manera normal la canción, se puede escuchar que la letra contiene dos frases principales que se repiten varias veces, estas son: "P-r-i-v-a-c-y is priceless to me" y "P-r-i-v-a-c-y!".
Estas frases pueden ser tomadas como una retirada intencional de su estatus de superestrellas y de la inmensa popularidad que Pearl Jam y Eddie Vedder alcanzaron antes del lanzamiento de este álbum.